# Avenue Joseph-Bouvard
L'avenue Joseph-Bouvard est une voie située dans le quartier du Gros-Caillou du 7e arrondissement de Paris.

## Situation et accès
Du sud-ouest au nord-est, l'avenue relie l’avenue de Suffren au carrefour des trois voies suivantes : l’avenue de la Bourdonnais, l’avenue Rapp et la rue Saint-Dominique.
Elle est située non loin de la ligne 6 du métro (stations Dupleix et Bir-Hakeim) et de la ligne C du RER (Gare du Champ de Mars - Tour Eiffel).

## Origine du nom

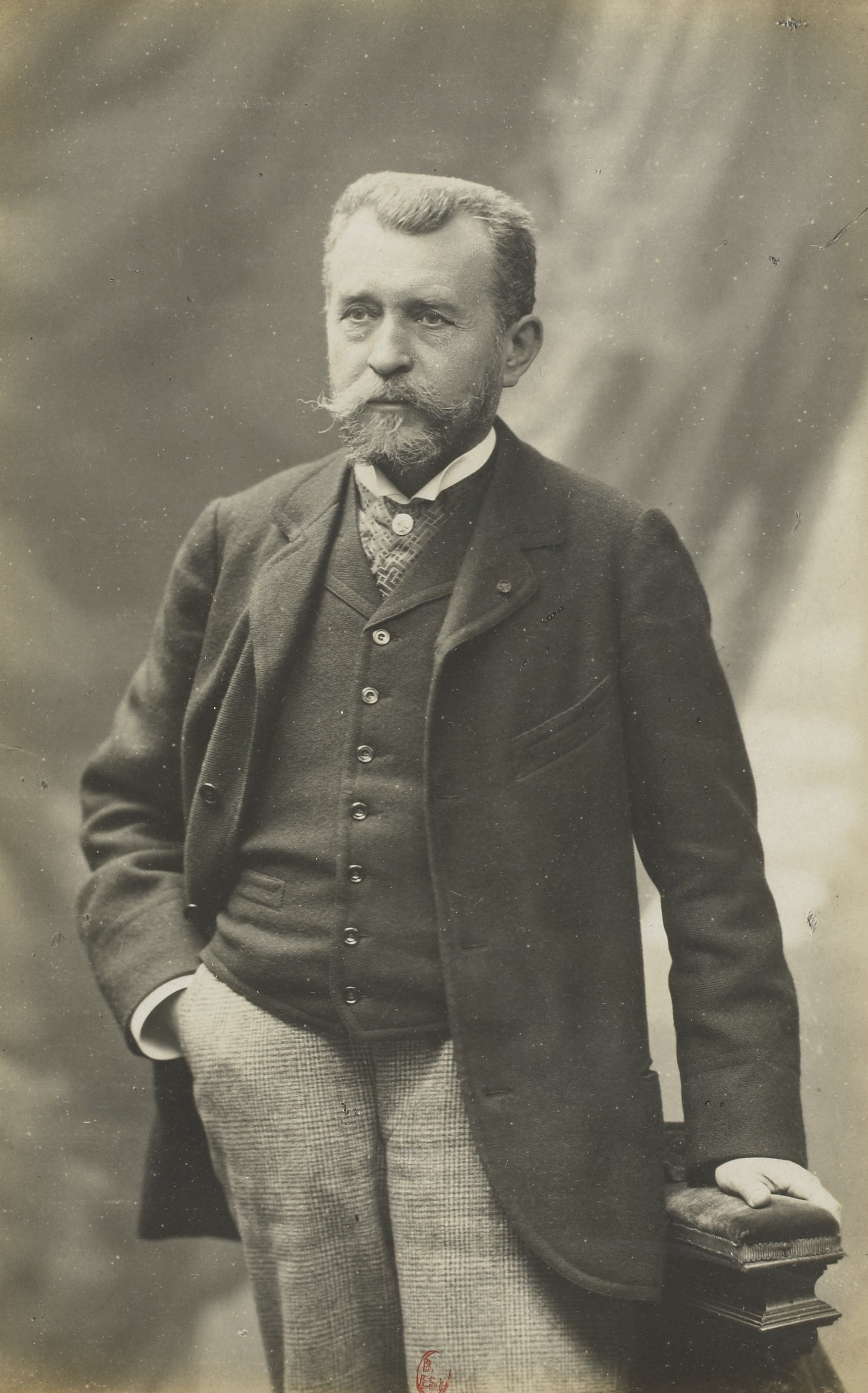
Joseph-Antoine Bouvard.

Elle doit son nom à Joseph-Antoine Bouvard (1840-1920), directeur administratif des services d'architecture, des promenades et plantations de la ville de Paris.

## Historique
La voie prend sa dénomination actuelle en 1921.
En 1984, le rond-point central de l'avenue sur le Champ-de-Mars en est détaché et prend le nom de « place Jacques-Rueff ».

## Bâtiments remarquables et lieux de mémoire
- Le Champ-de-Mars.